# Männedorf
Männedorf är en ort och kommun i distriktet Meilen på östra sidan Zürichsjön i kantonen Zürich, Schweiz. Kommunen har 11 666 invånare (2023).